# Лезли Зен
Лезли Зен (на английски: Lezley Zen) е американска порнографска актриса, родена на 19 февруари 1974 г. в град Чарлстън, щата Южна Каролина, САЩ.
Дебютира като актриса в порнографската индустрия през 1998 г.

## Награди и номинации
Носителка на награди
- 2005: AVN награда за най-добра поддържаща актриса (филм) – Bare Stage.[3]

Номинации
- 2003: Номинация за AVN награда за най-добра нова звезда.[4]
- 2005: Номинация за XRCO награда за най-добра актриса – „Гол етап“.[5]